# Science Citation Index
O Science Citation Index - SCI e Science Citation Index Expanded - SCIE, é um índice de citação produzido originalmente pelo Institute for Scientific Information - ISI e criado por Eugene Garfield e oficialmente lançado em 1964. Presentemente detido pela Clarivate Analytics (inicialmente era o ramo de propriedade intelectual e ciência da Thomson Reuters).
A versão estendida, Science Citation Index Expanded, cobre mais de 8 500 revistas científicas, em mais de 150 disciplinas, desde 1900. Estas revistas são geralmente consideradas as mais importantes nos vários domínios da ciência e tecnologia, pelo processo de seleção rigoroso.
O índice é disponibilizado online em várias plataformas, como a Web of Science e a SciSearch, permitindo a um investigador identificar citações para um artigo, ou procurar artigos por autor. Também há subconjuntos específicos do índice, denominados "Specialty Citation Indexes", tais como: Neuroscience Citation Index ou Chemistry Citation Index.